# Scène in een Italiaanse osteria. Meisje dat een bezoeker welkom heet
Scène in een Italiaanse osteria. Meisje dat een bezoeker welkom heet (Deens: Italiensk osteriscene. Pige, der byder den indtrædende velkommen) is een schilderij uit 1847 van Wilhelm Marstrand. Het werk maakt deel uit van de collectie van de Ny Carlsberg Glyptotek in Kopenhagen. 

## Geschiedenis
Zoals veel Deense kunstenaars in zijn tijd verbleef Marstrand langere tijd in Rome, van 1836 tot 1840 en van 1845 tot 1849. Zo is hij te zien op Een gezelschap van Deense kunstenaars in Rome van zijn collega-schilder Constantin Hansen. Marstrand werd bekend door zijn genrestukken die het Romeinse volksleven uitbeelden. In 1847, tijdens zijn tweede verblijf in de stad, schilderde hij de scène in een osteria. 
Jacob Scavenius, een Deense politicus en grootgrondbezitter, kocht het schilderij van hem. Op 14 december 1894 liet Scavenius een deel van zijn bezittingen veilen en kwam het werk in bezit van de bierbrouwer Carl Jacobsen, de oprichter van de Ny Carlsberg Glyptotek.

## Voorstelling
Op het schilderij zijn twee glimlachende jonge vrouwen en een derde oudere vrouw te zien aan een tafel in een osteria, traditioneel een plek waar wijn en eenvoudig voedsel geserveerd werden. Op de achtergrond is de keuken afgebeeld. Omdat hun chaperonne slaapt, durven de meisjes oogcontact te maken met de bezoeker die het restaurant binnenkomt. Het linker meisje heft haar glas en het andere meisje kijkt over haar schouder. De toeschouwers wordt zo direct bij het kunstwerk betrokken, een effect dat Marstrand zorgvuldig had uitgedacht.

## Inspiratiebron
Scène in een Italiaanse osteria is een typisch genreschilderij dat een alledaags tafereel uit de tijd van de kunstenaar weergeeft met anonieme, stereotype personen. Het grote formaat van het werk was daarentegen ongebruikelijk. Toen het in Denemarken werd tentoongesteld, kreeg het veel bijval. Carl Bloch schilderde in opdracht van de zakenman Moritz G. Melchior een werk dat sterk lijkt op het schilderij van Marstrand (In een Romeinse osteria). Ook Elisabeth Jerichau-Baumann liet zich door het schilderij inspireren en maakte een eigen versie.

## Afbeeldingen

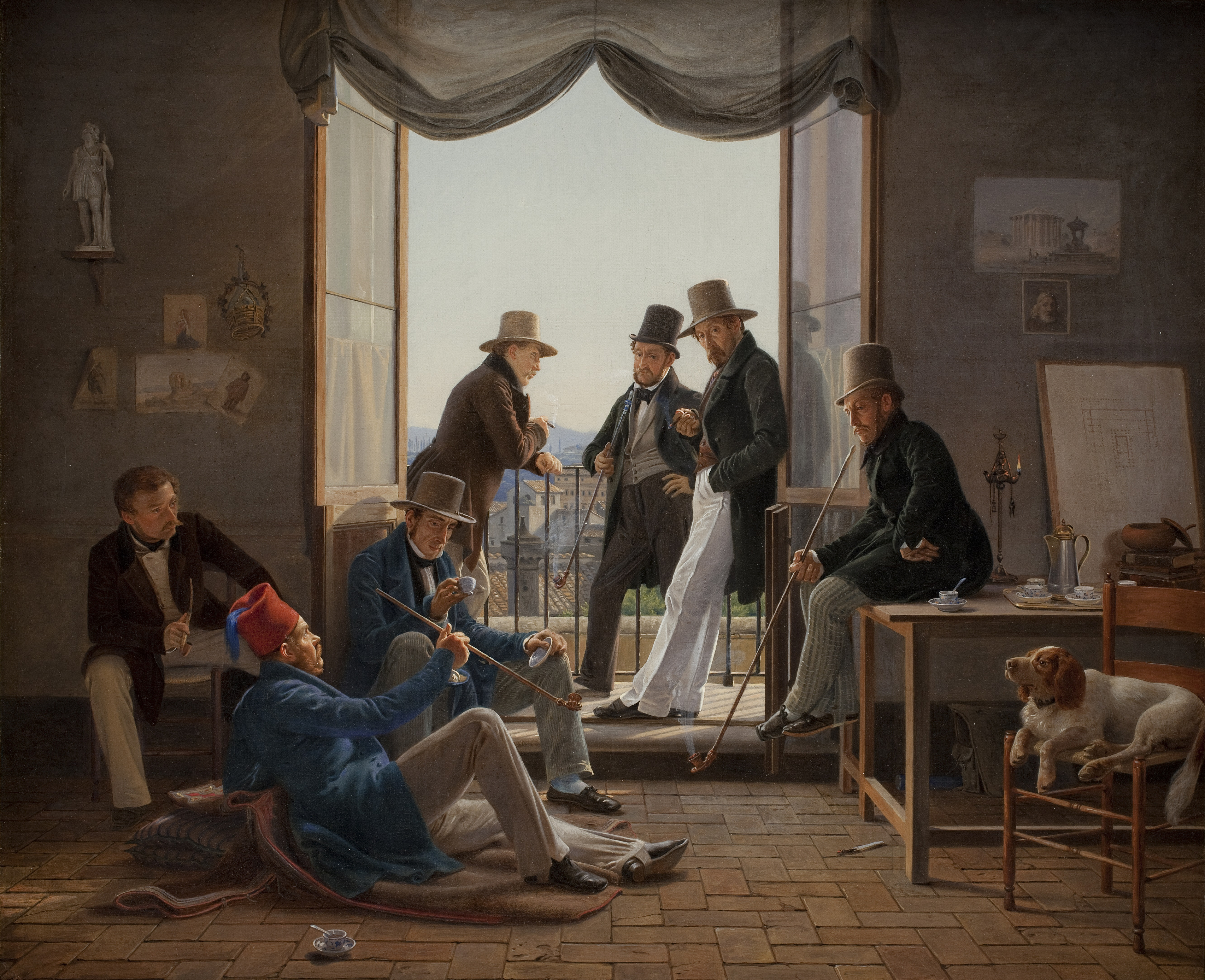
Een gezelschap van Deense kunstenaars in Rome - Constantin Hansen
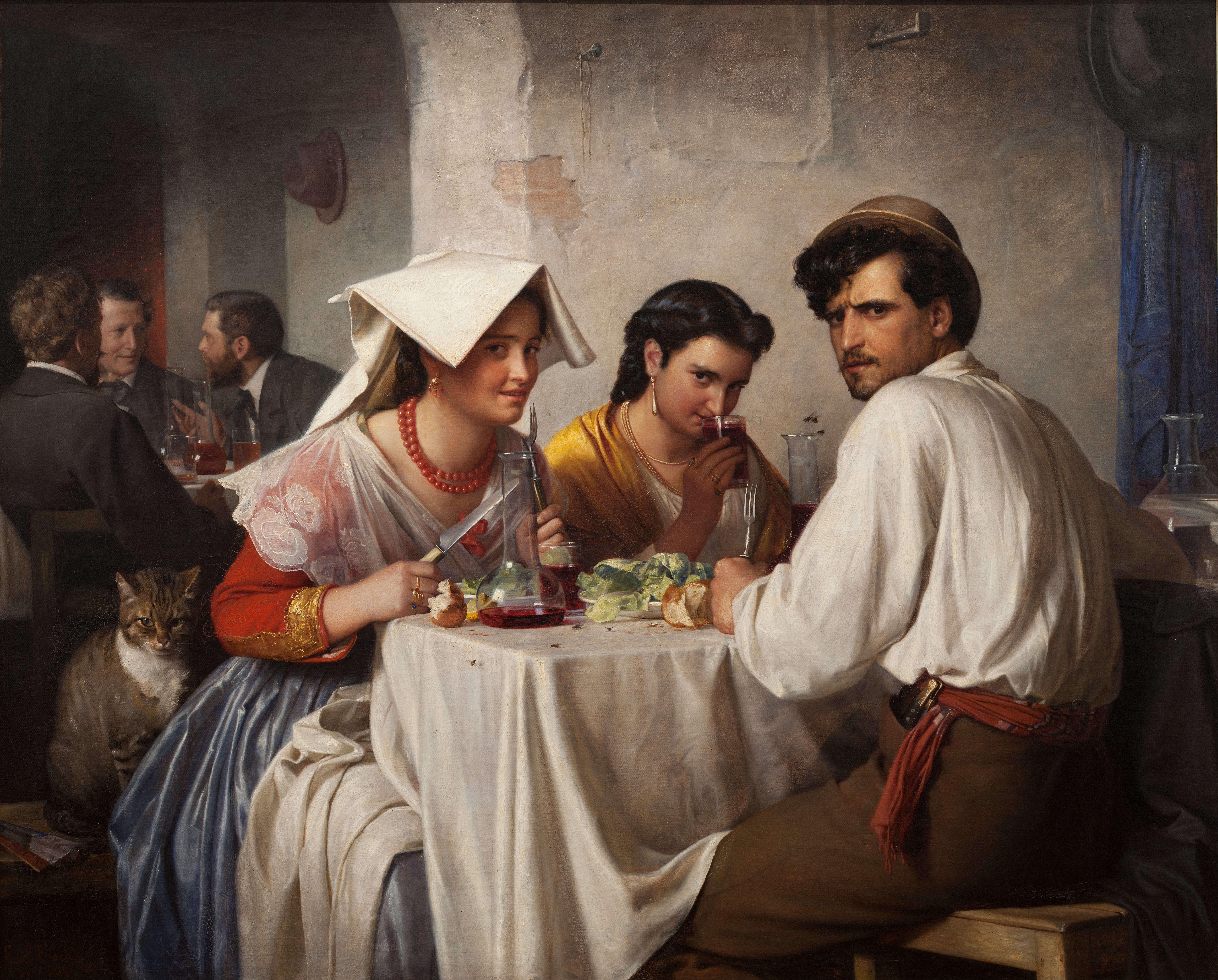
In een Romeinse osteria - Carl Bloch
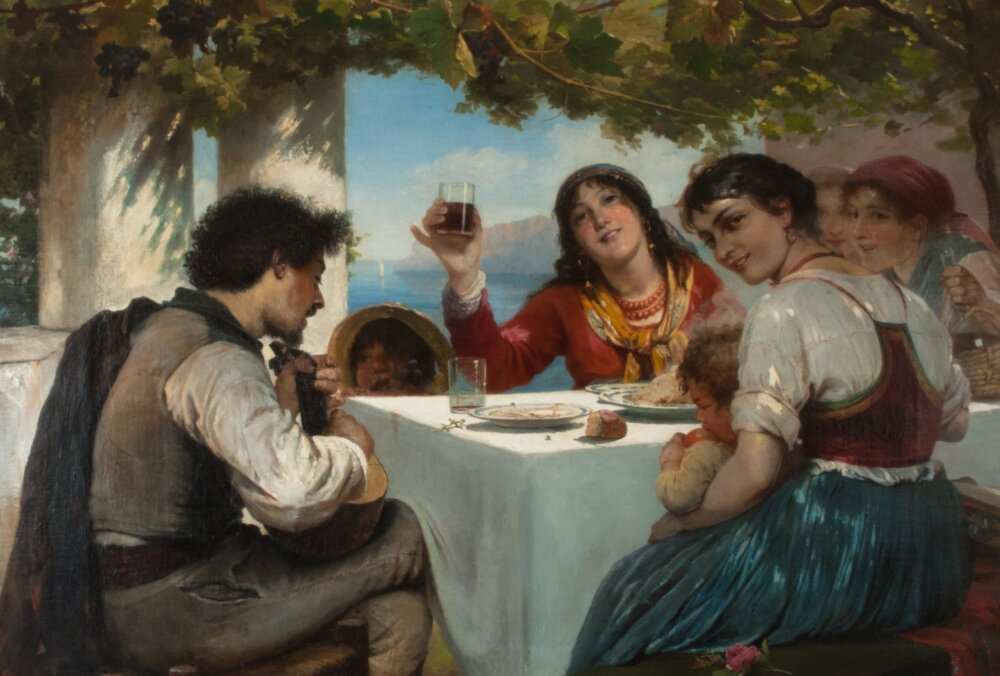
Italiaanse osteria - Elisabeth Jerichau-Baumann